# Andrés Lezcano
Rafael Andrés Lezcano Montero (ur. 5 maja 1990 w Guápiles) – gwatemalski piłkarz pochodzenia kostarykańskiego występujący na pozycji skrzydłowego lub napastnika, reprezentant Gwatemali, od 2024 roku zawodnik Mixco.
Otrzymał gwatemalskie obywatelstwo w wyniku kilkuletniego zamieszkiwania w tym kraju.